# Liste der Kulturdenkmäler in Lohrheim
In der Liste der Kulturdenkmäler in Lohrheim sind alle Kulturdenkmäler der rheinland-pfälzischen Ortsgemeinde Lohrheim aufgeführt. Grundlage ist die Denkmalliste des Landes Rheinland-Pfalz (Stand: 8. Dezember 2023).

## Einzeldenkmäler
| Bezeichnung | Lage                | Baujahr                  | Beschreibung | Bild            |
| ----------- | ------------------- | ------------------------ | --- | --------------- |
| Zehnthof    | Bachstraße 13 Lage  | 16. Jahrhundert          | Fachwerkhaus, teilweise massiv und verschiefert, 16. Jahrhundert, Fachwerkscheune, wohl aus dem 17. Jahrhundert                                        | Fotos hochladen |
| Hofanlage   | Bachstraße 30 Lage  | 17. oder 18. Jahrhundert | Dreiseithof; Fachwerkhaus, teilweise massiv, verputzt, wohl aus dem 17. oder 18. Jahrhundert, Fachwerkscheune 18. Jahrhundert, Querflügel mit Torfahrt | Fotos hochladen |
| Wohnhaus    | Bartelstraße 3 Lage | spätes 19. Jahrhundert   | Fachwerkhaus, spätes 19. Jahrhundert | Fotos hochladen |
| Wohnhaus    | Schulstraße 6 Lage  | 18. Jahrhundert          | Fachwerkhaus, verputzt und verschiefert, wohl aus dem 18. Jahrhundert                                                                                  | Fotos hochladen |